# Catégorie additive
Les catégories additives jouent un rôle essentiel en théorie des catégories. De très nombreuses catégories rencontrées en pratique sont en effet additives. Toute catégorie abélienne (telle que la catégorie des groupes abéliens, ou celle des modules à gauche sur un anneau, ou encore celle des faisceaux de modules sur un espace localement annelé) est additive. Néanmoins, dès qu'on munit d'une topologie des objets appartenant à une catégorie abélienne, et qu'on exige des morphismes qu'ils soient des applications continues, on obtient une catégorie qui n'est généralement plus abélienne, mais qui est souvent additive. Par exemple, la catégorie des espaces vectoriels sur le corps des réels ou des complexes et des applications linéaires est abélienne ; en revanche, la catégorie des espaces de Banach, celle des espaces de Fréchet, ou encore celle des espaces vectoriels topologiques sur le corps des réels ou des complexes et des applications linéaires continues, sont additives mais ne sont pas abéliennes. On notera que pour qu'une catégorie soit additive, il est nécessaire que chacun de ses objets soit muni d'une structure de groupe abélien ; ainsi par exemple, la catégorie des ensembles, celle des groupes ou celle des espaces topologiques, ne sont pas additives.

## Objets remarquables dans une catégorie

### Objets initial, final et nul
Dans une catégorie, un objet {\displaystyle I} est dit initial si pour tout objet {\displaystyle X} il existe un morphisme unique {\displaystyle I\rightarrow X}. De manière duale, un objet {\displaystyle F} est dit final si pour tout objet {\displaystyle Y} il existe un morphisme unique {\displaystyle Y\rightarrow F}. Un objet nul, ou « objet 0 », est un objet qui est à la fois initial et final. Un tel objet, quand il existe, est unique à un isomorphisme près. Par exemple, dans la catégorie des groupes abéliens, l'objet 0 est le groupe trivial. En revanche, dans la catégorie des ensembles, l'ensemble vide est un objet initial, chaque singleton est un objet final, mais il n'existe pas d'objet nul.

### Sous-objet et objet quotient
Soit, dans une catégorie, un objet {\displaystyle Y}. Un sous-objet de {\displaystyle Y} est un couple {\displaystyle \left(X,\alpha \right)} tel que {\displaystyle \alpha } est un monomorphisme, appelé l'inclusion de {\displaystyle X} dans {\displaystyle Y}. Un sous-objet de {\displaystyle X} n'est donc pas à proprement parler un sous-objet de {\displaystyle Y}, sauf si {\displaystyle X=Y}. Deux sous-objets {\displaystyle \left(X,\alpha \right)} et {\displaystyle \left(X^{\prime },\alpha ^{\prime }\right)} de {\displaystyle Y} sont dits équivalents s'il existe un isomorphisme {\displaystyle \lambda :X\rightarrow X^{\prime }} tel que {\displaystyle \alpha =\alpha ^{\prime }\lambda } ; ceci définit une relation d'équivalence. Dans la catégorie des ensembles et des applications (resp. des groupes et des homomorphismes), la notion de sous-objet conduit à la notion habituelle de sous-ensemble (resp. de sous-groupe).
De manière duale, un objet quotient de {\displaystyle Y} est un couple {\displaystyle \left(Z,\beta \right)} tel que {\displaystyle \beta } est un épimorphisme, dit canonique, de {\displaystyle Y} dans {\displaystyle Z}. Deux objets quotients {\displaystyle \left(Z,\beta \right)} et {\displaystyle \left(Z^{\prime },\beta ^{\prime }\right)} sont dits équivalents s'il existe un isomorphisme {\displaystyle \gamma :Z\rightarrow Z^{\prime }} tel que {\displaystyle \beta =\gamma \beta ^{\prime }}. Dans la catégorie des ensembles et des applications (resp. des groupes et des homomorphismes), la notion d'objet quotient conduit à la notion habituelle d'ensemble quotient (resp. de groupe quotient par un sous-groupe distingué).

## Catégorie préadditive

### Définition
Une catégorie préadditive (également appelée une Ab-catégorie) est une catégorie {\displaystyle {\mathcal {C}}} dans laquelle chaque ensemble {\displaystyle \mathrm {Hom} _{\mathcal {C}}\left(X,Y\right)} (où {\displaystyle X} et {\displaystyle Y} sont des objets de {\displaystyle {\mathcal {C}}}) est un groupe abélien et pour laquelle la composition des morphismes est biadditive.
Soit {\displaystyle {\mathcal {C}}} et {\displaystyle {\mathcal {D}}} deux catégories préadditives. Un foncteur {\displaystyle {\mathfrak {F}}:{\mathcal {C}}\rightarrow {\mathcal {D}}} est dit additif si son application-flèche {\displaystyle f\mapsto {\mathfrak {F}}\left(f\right)} (où {\displaystyle f} désigne un morphisme de {\displaystyle {\mathcal {C}}}) est {\displaystyle \mathbb {Z} }-linéaire, c'est-à-dire si ses restrictions à chaque {\displaystyle \mathrm {Hom} _{\mathcal {C}}\left(X,Y\right)}, à valeurs dans {\displaystyle \mathrm {Hom} _{\mathcal {D}}\left({\mathfrak {F}}\left(X\right),{\mathfrak {F}}\left(Y\right)\right)} est un morphisme de groupes (abéliens).

### Biproduit
Soit {\displaystyle \left(X_{i}\right)_{1\leq i\leq n}} une famille finie d'objets d'une catégorie préadditive {\displaystyle {\mathcal {C}}}, soit {\displaystyle X} un objet de {\displaystyle {\mathcal {C}}}, et soit {\displaystyle 2n} morphismes {\displaystyle \pi _{i}:X\rightarrow X_{i}}, {\displaystyle \phi _{i}:X_{i}\rightarrow X} tels que {\displaystyle \pi _{i}\phi _{j}=\delta _{ij}\mathrm {Id} _{X_{i}}}. Les conditions suivantes sont équivalentes:
1. {\displaystyle \sum _{1\leq i\leq n}\phi _{i}\pi _{i}=\mathrm {Id} _{X}}
2. {\displaystyle X} est la somme (également appelée le coproduit) des {\displaystyle X_{i}}, ce qu'on notera {\displaystyle X=\coprod \nolimits _{1\leq i\leq n}X_{i}} avec pour injections les {\displaystyle \phi _{i}}
3. {\displaystyle X} est le produit des {\displaystyle X_{i}}, ce qu'on notera {\displaystyle X=\prod \nolimits _{1\leq i\leq n}X_{i}}

Quand les conditions équivalentes ci-dessus sont satisfaites, {\displaystyle X} avec les {\displaystyle 2n} morphismes {\displaystyle \pi _{i}:X\rightarrow X_{i}}, {\displaystyle \phi _{i}:X_{i}\rightarrow X} est appelé un biproduit des {\displaystyle (X_{i})_{1\leq i\leq n}}, ce qu'on notera {\displaystyle X=\bigoplus _{1\leq i\leq n}X_{i}}. Ce biproduit, quand il existe, est unique à un isomorphisme près.

### Noyau et conoyau
Soit, dans une catégorie préadditive, un morphisme {\displaystyle \alpha :X\rightarrow Y}. Un noyau de {\displaystyle \alpha } est un morphisme {\displaystyle \kappa :K\rightarrow X} tel que {\displaystyle \alpha \kappa =0} et tel que pour tout morphisme {\displaystyle \lambda :L\rightarrow X} tel que {\displaystyle \alpha \lambda =0} il existe un morphisme unique {\displaystyle \phi :L\rightarrow K} tel que {\displaystyle \lambda =\kappa \phi }. Le couple {\displaystyle \left(K,\kappa \right)} est un sous-objet de {\displaystyle X}, noté {\displaystyle \ker \alpha }. {\displaystyle \ker \alpha } désigne aussi le morphisme {\displaystyle \kappa } ou, par abus de langage, l'objet {\displaystyle K}. Quand ce noyau existe, il est unique à une équivalence près. C'est le plus grand sous-objet de {\displaystyle X} annihilé par {\displaystyle \alpha }
De manière duale, un conoyau de {\displaystyle \alpha :X\rightarrow Y} est un morphisme {\displaystyle \gamma :Y\rightarrow C} tel que {\displaystyle \gamma \alpha =0} et pour tout morphisme {\displaystyle \beta } tel que {\displaystyle \beta \alpha =0} il existe un morphisme unique {\displaystyle \psi } tel que {\displaystyle \beta =\psi \gamma }. Le couple {\displaystyle \left(C,\gamma \right)} est un objet quotient de {\displaystyle Y} noté {\displaystyle \mathrm {coker} \,\alpha }; {\displaystyle \mathrm {coker} \,\alpha } désigne aussi le morphisme {\displaystyle \gamma } ou, par abus de langage, l'objet {\displaystyle C}. Quand ce conoyau existe, il est unique à une équivalence près. C'est le plus grand objet quotient de {\displaystyle Y} qui annihile {\displaystyle \alpha }.

## Catégories additives et catégories préabéliennes

### Définitions
Une catégorie préadditive est dit additive s'il existe un objet 0 et si chaque couple d'objets admet un biproduit.
Une catégorie additive est dite préabélienne si tout morphisme {\displaystyle \alpha :X\rightarrow Y} de cette catégorie admet un noyau et un conoyau.

### Image et coïmage
Dans une catégorie préabélienne, on définit l'image (resp. la coïmage) d'un morphisme {\displaystyle \alpha :X\rightarrow Y} comme étant le sous-objet de {\displaystyle Y} (resp. l'objet quotient de {\displaystyle X}) défini comme suit :
{\displaystyle \mathrm {im} \,\alpha =\ker \mathrm {coker} \,\alpha } {\displaystyle \quad } (resp. {\displaystyle \mathrm {coim} \,\alpha =\mathrm {coker} \,\ker \alpha }).
Considérons le diagramme ci-dessous :
{\displaystyle {\begin{array}{ccccccc}\ker \alpha &\longrightarrow &X&{\overset {\alpha }{\longrightarrow }}&Y&\longrightarrow &\mathrm {coker} \,\alpha \\&&\downarrow &&\uparrow &&\\&&\mathrm {coim} \,\alpha &{\overset {\alpha ^{\prime }}{\longrightarrow }}&\mathrm {im} \,\alpha &&\end{array}}}
Puisque {\displaystyle \mathrm {coim} \,\alpha } est le plus grand quotient de {\displaystyle X} qui annihile {\displaystyle \ker \alpha }, il existe un morphisme {\displaystyle \phi :\mathrm {coim} \,\alpha \rightarrow Y} tel que {\displaystyle \alpha =\phi \left(\mathrm {coim} \,\alpha \right)}. Donc, {\displaystyle (\mathrm {coker} \,\alpha )\phi (\mathrm {coim} \,\alpha )=0}. Puisque {\displaystyle \mathrm {coim} \,\alpha } est un épimorphisme, {\displaystyle (\mathrm {coker} \,\alpha )\phi =0}. Et puisque {\displaystyle \mathrm {im} \,\alpha } est le plus grand sous-objet de {\displaystyle Y} annihilé par {\displaystyle \mathrm {coker} \,\alpha }, il existe un morphisme {\displaystyle \alpha ^{\prime }} unique rendant le diagramme commutatif.

### Exemples
La catégorie EVT des espaces vectoriels topologiques sur un corps topologique K et des applications linéaires continues est préabélienne. Le noyau, le conoyau, l'image et la coïmage d'un morphisme de EVT sont les objets algébriques habituels. Soit {\displaystyle \alpha :X\rightarrow Y} un morphisme, i.e. une application linéaire continue. L'application linéaire induite {\displaystyle {\overline {\alpha }}:\mathrm {coim} \,\alpha =X/\ker \alpha \rightarrow \mathrm {im} \,\alpha } est bijective, et est également continue par définition de la topologie induite. C'est donc un morphisme, et {\displaystyle \alpha ^{\prime }={\overline {\alpha }}}.
La catégorie Ban des espaces de Banach sur le corps des réels et des complexes et des applications linéaires continues est préabélienne. Soit {\displaystyle \alpha :X\rightarrow Y} un morphisme; alors {\displaystyle \ker \alpha =\alpha ^{-1}(\{0\})} et {\displaystyle \mathrm {coim} \,\alpha =X/\ker \alpha } sont les objets algébriques habituels, contrairement à {\displaystyle \mathrm {coker} \,\alpha =Y/{\overline {\alpha (X)}}} et {\displaystyle \mathrm {im} \,\alpha ={\overline {\alpha (X)}}}. Soit {\displaystyle {\overline {\alpha }}:\mathrm {coim} \,\alpha \rightarrow \alpha (X)} l'application linéaire induite. Elle bijective, et est également continue d'après la définition de la topologie induite. Soit {\displaystyle \alpha ':\mathrm {coim} \,\alpha \rightarrow \mathrm {im} \,\alpha } l'application linéaire continue qui coïncide avec {\displaystyle {\overline {\alpha }}} sur {\displaystyle \mathrm {coim} \,\alpha }. Elle est injective, et est surjective si, et seulement si {\displaystyle \alpha (X)} est fermé dans {\displaystyle Y}.
Ceci reste valide dans la catégorie Fré des espaces de Fréchet et des applications linéaires continues, ou plus généralement dans une sous-catégorie pleine de la catégorie des espaces vectoriels topologiques séparés sur un corps topologique, et des applications linéaires continues (les espaces de Fréchet et de Banach ont toutefois pour spécificité que, d'après le théorème de Banach sur l'application inverse, un morphisme bijectif est un isomorphisme : cette propriété n'est pas partagée par les espaces vectoriels topologiques quelconques).
En revanche, la catégorie des espaces localement convexes séparés complets n'est pas préabélienne, car le quotient d'un espace complet par un sous-espace fermé n'est pas complet en général.
La notion de catégorie préabélienne a été utilisée en théorie des systèmes.

### Morphisme strict
Dans une catégorie préabélienne, un morphisme {\displaystyle \alpha :X\rightarrow Y} est dit strict si {\displaystyle \alpha ^{\prime }} est un isomorphisme. Par exemple :
- Dans la catégorie EVT, un morphisme {\displaystyle \alpha :X\rightarrow Y} est strict si et seulement si l'application {\displaystyle \alpha } est ouverte de {\displaystyle X} dans {\displaystyle \alpha \left(X\right)}.
- Il en va de même dans les catégories Ban et Fré, et en conséquence du théorème de Banach-Schauder cela revient à dire que {\displaystyle \alpha \left(X\right)} est fermé dans {\displaystyle Y}.

## Catégories quasi abéliennes

### Carrés cartésiens et cocartésiens
Dans une catégorie {\displaystyle {\mathcal {C}}}, un carré cartésien est un carré commutatif
tel que pour tout objet {\displaystyle C} de {\displaystyle {\mathcal {C}}} et tous morphismes {\displaystyle \gamma _{1}:C\rightarrow C_{1}}, {\displaystyle \gamma _{2}:C\rightarrow C_{2}^{\prime }}, il existe un unique morphisme {\displaystyle \gamma :C\rightarrow C_{1}^{\prime }} rendant commutatif le diagramme suivant :
i.e. {\displaystyle c_{1}\circ \gamma =\gamma _{1}}, {\displaystyle f^{\prime }\circ \gamma =\gamma _{2}^{\prime }}. Un carré cocartésien s'obtient par dualité, c'est-à-dire en inversant le sens des flèches.

### Notion de catégorie quasi abélienne; propriétés
Soit {\displaystyle {\mathcal {C}}} une catégorie préabélienne. Elle est dite quasi abélienne si les conditions suivantes sont satisfaites : 
1. Dans un carré cartésien tel que ci-dessus, si f est un épimorphisme strict, alors {\displaystyle f^{\prime }} est un épimorphisme strict.
2. La condition duale est satisfaite (en inversant le sens des flèches, et en remplaçant "épimorphisme" par "monomorphisme").

Dans une catégorie quasi abélienne, la composée de deux épimorphismes stricts est un épimorphisme strict. On peut définir dans une catégorie quasi abélienne la notion de "suite strictement exacte" de la manière suivante: une suite
{\displaystyle A{\overset {u}{\longrightarrow }}B{\overset {v}{\longrightarrow }}C}
est strictement exacte si {\displaystyle v\circ u=0} et le morphisme canonique {\displaystyle \mathrm {coim} \,u\rightarrow \ker v} est un isomorphisme.
Fabienne Prosmans et Jean-Pierre Schneiders ont montré que les catégories quasi abéliennes admettent des catégories dérivées, ce qui en fait un cadre approprié à l'algèbre homologique, (depuis la contribution fondamentale d'Alexandre Grothendieck, on savait que c'était le cas des catégories abéliennes).

### Exemples
La catégorie ELC des espaces localement convexes, la catégorie ELCS des espaces localement convexes séparés, les catégories Ban et Fré, sont quasi abéliennes. De plus, Ban a suffisamment d'objets injectifs et d'objets projectifs, tandis que Fré a suffisamment d'objets injectifs.

## Catégories abéliennes
Une catégorie préabélienne est abélienne si tous les morphismes de cette catégorie sont stricts. Une catégorie abélienne est quasi abélienne.